# 安全令牌

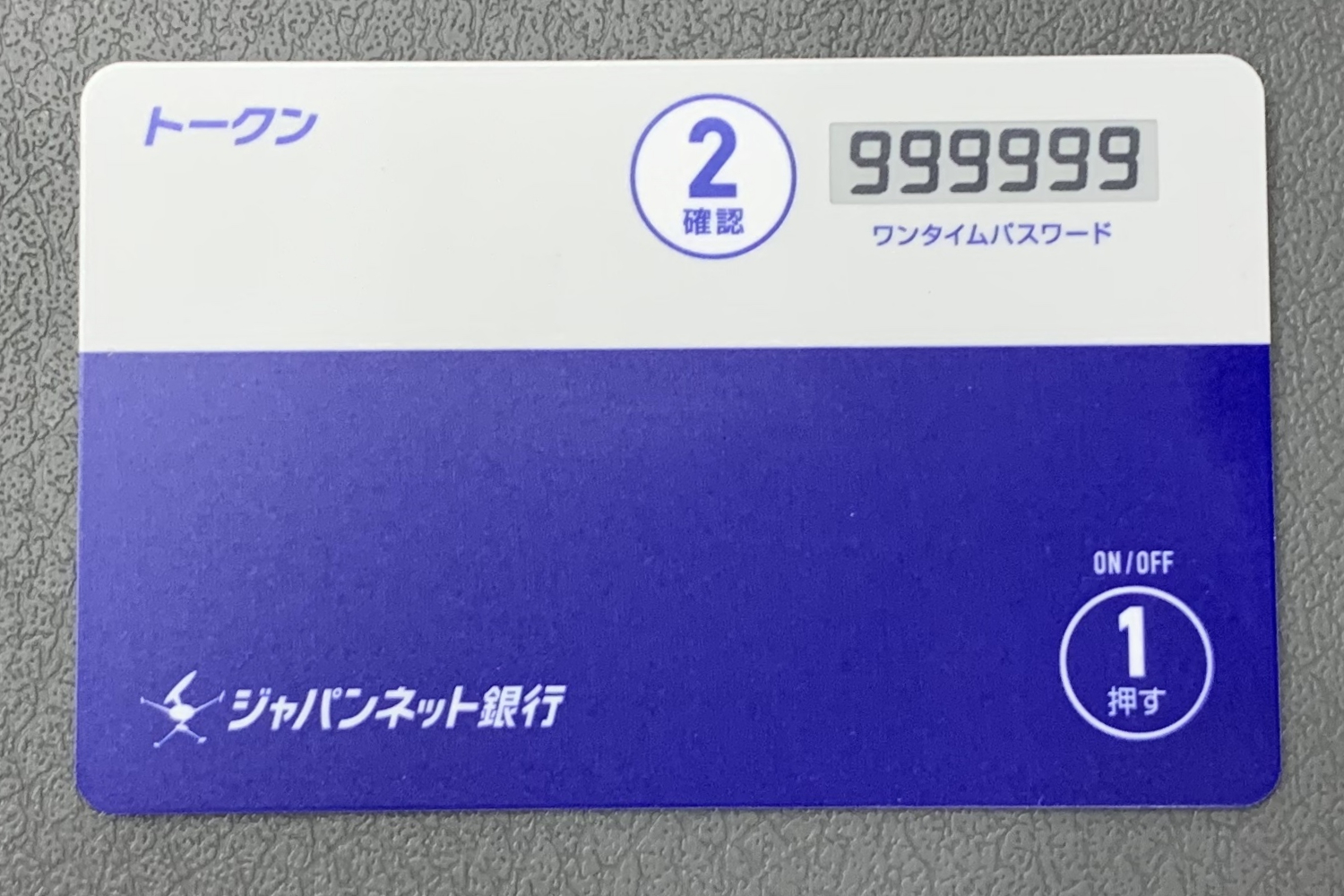
用於網路銀行交易的卡式令牌

安全令牌（英語：Security token），又譯安全性令牌，也被稱為硬體令牌（hardware token）、授權令牌（authentication token）、USB令牌（USB token）、加密令牌（cryptographic token）、虛擬令牌（virtual token）、鑰匙卡（key fob）等。權杖也可稱呼為令牌。
這是一種硬體裝置，用來作為身份验证，讓電腦系統的使用者可以存取系統資源。這也被用來稱呼軟體令牌。